# Henrik Sedin
Henrik Sedin (Örnsköldsvik, 26 de setembro de 1980) é um sueco profissional em hóquei no gelo. Jogando sempre junto de seu irmão gêmeo Daniel Sedin, ficou entre 2000 e 2018 no clube da National Hockey League Vancouver Canucks, do qual foi capitão começando em 2010 até sua aposentadoria em 2018, e se tornou maior pontuador da história da equipe. Sedin já foi campeão olímpico nos Jogos Olímpicos de Inverno de 2006 e mundial no Campeonato Mundial de Hóquei no Gelo de 2013.

## Carreira
| 1996–97    | Modo Hockey       | J20        | 26   | 14  | 22  | 36  | —   | —   | —  | —  | —  | —  |
| 1997–98    | Modo Hockey       | J20        | 8    | 4   | 7   | 11  | 6   | —   | —  | —  | —  | —  |
| 1997–98    | Modo Hockey       | SEL        | 39   | 1   | 4   | 5   | 10  | 7   | 0  | 0  | 0  | 0  |
| 1998–99    | Modo Hockey       | SEL        | 49   | 12  | 22  | 34  | 32  | 13  | 2  | 8  | 10 | 6  |
| 1999–00    | Modo Hockey       | SEL        | 50   | 9   | 38  | 47  | 22  | 13  | 5  | 9  | 14 | 2  |
| 2000–01    | Vancouver Canucks | NHL        | 82   | 9   | 20  | 29  | 38  | 4   | 0  | 4  | 4  | 0  |
| 2001–02    | Vancouver Canucks | NHL        | 82   | 16  | 20  | 36  | 36  | 6   | 3  | 0  | 3  | 0  |
| 2002–03    | Vancouver Canucks | NHL        | 78   | 8   | 31  | 39  | 38  | 14  | 3  | 2  | 5  | 8  |
| 2003–04    | Vancouver Canucks | NHL        | 76   | 11  | 31  | 42  | 32  | 7   | 2  | 2  | 4  | 2  |
| 2004–05    | Modo Hockey       | SEL        | 44   | 14  | 22  | 36  | 50  | 6   | 1  | 3  | 4  | 6  |
| 2005–06    | Vancouver Canucks | NHL        | 82   | 18  | 57  | 75  | 56  | —   | —  | —  | —  | —  |
| 2006–07    | Vancouver Canucks | NHL        | 82   | 10  | 71  | 81  | 66  | 12  | 2  | 2  | 4  | 14 |
| 2007–08    | Vancouver Canucks | NHL        | 82   | 15  | 61  | 76  | 56  | —   | —  | —  | —  | —  |
| 2008–09    | Vancouver Canucks | NHL        | 82   | 22  | 60  | 82  | 48  | 10  | 4  | 6  | 10 | 2  |
| 2009–10    | Vancouver Canucks | NHL        | 82   | 29  | 83  | 112 | 48  | 12  | 3  | 11 | 14 | 6  |
| 2010–11    | Vancouver Canucks | NHL        | 82   | 19  | 75  | 94  | 40  | 25  | 3  | 19 | 22 | 16 |
| 2011–12    | Vancouver Canucks | NHL        | 82   | 14  | 67  | 81  | 52  | 5   | 2  | 3  | 5  | 4  |
| 2012–13    | Vancouver Canucks | NHL        | 48   | 11  | 34  | 45  | 24  | 4   | 0  | 3  | 3  | 4  |
| 2013–14    | Vancouver Canucks | NHL        | 70   | 11  | 39  | 50  | 42  | —   | —  | —  | —  | —  |
| 2014–15    | Vancouver Canucks | NHL        | 82   | 18  | 55  | 73  | 22  | 6   | 1  | 3  | 4  | 2  |
| 2015–16    | Vancouver Canucks | NHL        | 74   | 11  | 44  | 55  | 24  | —   | —  | —  | —  | —  |
| NHL totals | NHL totals        | NHL totals | 1166 | 222 | 748 | 970 | 622 | 105 | 23 | 55 | 78 | 58 |